# ارواح نمی‌توانند این کار را بکنند
ارواح نمی‌توانند این کار را بکنند (انگلیسی: Ghosts Can't Do It) یک فیلم در ژانر کمدی به کارگردانی جان درک است که در سال ۱۹۸۹ منتشر شد. از بازیگران آن می‌توان به بو درک، آنتونی کوئین، جولی نیومر، دان مری، و دونالد ترامپ اشاره کرد.